# Шаззо Алій Махмудович
Алій Махмудович Шаззо (10 серпня 1951, аул Пчегатлукай, тепер Теучезького району, Адигея, Російська Федерація) — радянський діяч, механізатор радгоспу «Путь Ильича» Теучезького району Адигейської автономної області Краснодарського краю. Член ЦК КПРС у 1990–1991 роках.

## Життєпис
У 1969 році закінчив середню школу в аулі Пчегатлукай Теучезького району Адигейської автономної області.
У 1969–1970 роках — механізатор колгоспу «Путь Ильича» Теучезького району Адигейської автономної області Краснодарського краю.
З 1970 по 1972 рік служив у Радянській армії.
З 1972 року — механізатор радгоспу «Путь Ильича» Теучезького району Адигейської автономної області Краснодарського краю.
Член КПРС з 1980 року.
Подальша доля невідома.